# Carlos Senna
Carlos Senna (, ) é um cantor e compositor brasileiro. É integrante da ala de compositores da escola de samba Império Serrano.
No ano de 1999, o Império Serrano desfilou no Carnaval com um samba de sua autoria, defendido por Jorginho do Império - Uma rua chamada Brasil -, feito em parceria com Arlindo Cruz, Maurição e Elmo Caetano. No ano seguinte, com o samba-enredo O rio corre para o mar, em parceria com Arlindo Cruz, Maurição e Elmo Caetano, a Império Serrano desfilou no Grupo Especial.
Em 2002, o Império Serrano classificou-se em 9º lugar com um samba-enredo de sua autoria, Aclamação e coroação do Imperador da Pedra do Reino: Ariano Suassuna, em parceria com Maurição, Aluízio Machado, Lula e Elmo Caetano.
Em 2003, em parceria com Maurição, Elmo Caetano, Aluizio Machado e Arlindo Cruz, compôs o samba-enredo E onde houver trevas... Que se faça a luz!, com o qual a Império Serrano desfilou no carnaval.
Fora do carnaval, teve composições gravadas por artistas como Beth Carvalho, Zeca Pagodinho, Almir Guineto e Arlindo Cruz.

## Composições

### Sambas de enredo
Abaixo, os sambas de enredo compostos por Carlos Senna.
| Legenda: N Campeã do carnaval |

| Ano  | Divisão    | Escola de samba           | Samba-enredo                                                                                    |
| ---- | ---------- | ------------------------- | ----------------------------------------------------------------------------------------------- |
| 1994 | Especial   | Mangueira                 | "Atrás da Verde e Rosa Só não Vai Quem Já Morreu"                                               |
| 1997 | Especial   | Império Serrano           | "O Mundo dos Sonhos de Beto Carrero"                                                            |
| 1999 | Especial   | Império Serrano           | "Uma Rua Chamada Brasil"                                                                        |
| 2001 | Especial   | Império Serrano           | "O Rio Corre pro Mar"                                                                           |
| 2002 | Especial   | Império Serrano           | "Aclamação e Coroação do Imperador da Pedra do Reino Ariano Suassuna"                           |
| 2003 | Especial   | Império Serrano           | "E Onde Houver Trevas... Que se Faça a Luz!"                                                    |
| 2006 | Especial   | Império Serrano           | "O Império do Divino"                                                                           |
| 2007 | Especial   | Império Serrano           | "Ser Diferente é Normal - O Império Serrano Faz a Diferença no Carnaval"                        |
| 2008 | Especial   | Grande Rio                | "Do Verde de Coari Vem Meu Gás, Sapucaí!"                                                       |
| 2010 | Especial   | Grande Rio                | "Das Arquibancadas ao Camarote Número 1, Um 'Grande Rio' de Emoção, na Apoteose do Seu Coração" |
| 2015 | Série A    | Império Serrano           | "Poema aos Peregrinos da Fé"                                                                    |
| 2020 | Série A    | Império Serrano           | "Lugar de Mulher É Onde Ela Quiser!"                                                            |
| 2022 | Série E    | Acadêmicos da Diversidade | "Os Guardiões Indígenas da Floresta Natural! Salve Oxóssi e a Preservação Ambiental"            |
| 2023 | Especial   | Império Serrano           | "Lugares de Arlindo"                                                                            |
| 2024 | Série Ouro | Império Serrano           | "Ilú-Ọba Ọ̀yọ́: A Gira dos Ancestrais"                                                            |
| 2025 | Série Ouro | Império Serrano           | "O Que Espanta Miséria É Festa"                                                                 |

### Outras
Abaixo, em ordem alfabética, as composições de Carlos Senna gravadas por outros artistas, o álbum e o ano dos lançamentos.
"A Distância": Zeca Pagodinho em Samba pras Moças (1995)
"A Vida É Assim": Zeca Pagodinho em Mania da Gente (1990) e Luiz Carlos da Vila em Raças Brasil (1995)
"Acima de Deus": Almir Guineto em Acima de Deus, Só Deus (1995)
"Até Quem Não É": Beth Carvalho em Saudades da Guanabara (1989)
"Boêmio Feliz": Zeca Pagodinho em Boêmio Feliz (1989)
"Brinquedo Sério": Almir Guineto em Pele de Chocolate (1993)
"Carente de Afeto": Neguinho da Beija-Flor em Carente de Afeto (1989)
"Cativeiro do Amor": Zeca Pagodinho em Pixote (1991)
"Clareia Meu Caminhar": Mazinho do Salgueiro em Renascer de Um Novo Sol (1998)
"Cristo Traído": Almir Guineto em Olhos da Vida (1988)
"Desencanto de Cantar": Almir Guineto em De Bem com a Vida (1991)
"Em Nome da Alegria": Zeca Pagodinho em Pixote (1991)
"Eu Quero Mais É Sorrir": Carlos Dafé em O Seu Jeito de Olhar (1997)
"Fim Da Tristeza": Grupo Sensação em Filhos da Noite (1999) e Arlindo Cruz e Sombrinha em Arlindo Cruz e Sombrinha - Ao Vivo (2000)
"Força de Golias": Almir Guineto em Pele de Chocolate (1993)
"Garfo no Bolso": Bezerra da Silva em Cocada Boa (1993)
"Gosto de Festa": Dominguinhos do Estácio em Gosto de Festa (1989)
"Já Era": Almir Guineto em Acima de Deus, Só Deus (1995)
"Lá Vem Mangueira": Alcione em Promessa (1991)
"Lindo Requebrado": Almir Guineto em Jeito de Amar (1989)
"Macaco Velho": Paulinho Mocidade em Momentos (1993)
"Mãe": Arlindo Cruz em Batuques e Romances (2011)
"Magali": Neguinho da Beija-Flor em Carente de Afeto (1989) e Nos Braços da Comunidade (2005)
"Maior Barato": Samba Som Sete em Minha Paixão (1993) e Molejo em Polivalência (2000)
"Mãos": Zeca Pagodinho em Alô, Mundo! (1993)
"Medida Exata": Wander Pires em Wander Pires (1994)
"Meus Pensamentos": Mauro Luciano em Mauro Luciano (1996)
"Mulher Sempre Mulher": Almir Guineto em De Bem com a Vida (1991)
"Não Fique Assim": Almir Guineto e Arlindo Cruz em Acima de Deus, Só Deus (1995)
"O Elo (Homenagem a Beto Sem Braço)": Zeca Pagodinho em Alô, Mundo! (1993)
"O Tempo Todo": Grupo Força Fé & Raiz em Só É Bom com Você (1994) e Serginho Meriti em Serginho Meriti (1996)
"Olhos": Zeca Pagodinho em Deixa Clarear (1996)
"Operário Brasileiro": Jair Rodrigues em Viva Meu Samba (1994)
"Palavras": Almir Guineto em Acima de Deus, Só Deus (1995)
"Papinha": Arlindo Cruz e Sombrinha em Arlindo Cruz e Sombrinha (2000)
"Patota de Cosme": Zeca Pagodinho em Patota de Cosme (1987)
"Peripécias da Vida": Jovelina Pérola Negra em Amigos Chegados (1990)
"Podes Crer": Álvaro em Balanço de Verdade (1993)
"Poeta (Homenagem à São Paulo)": Reinaldo em Soneto de Prazer (1992)
"Quem Diria": Alcione em Emoções Reais (1990)
"Raças Brasil": Luiz Carlos da Vila em Raças Brasil (1995)
"Sabor de Jiló": Almir Guineto em De Bem com a Vida (1991)
"Salgueiro Divina Magia": Almir Guineto em De Bem com a Vida (1991)
"Samba Do Aprendiz": Luiz Carlos da Vila em Raças Brasil (1995)
"Tá Na Hora": Otacílio da Mangueira em Quintal do Pagodinho (2001)
"Toca Sanfoneiro": Almir Guineto em Pele de Chocolate (1993)
"Trabalho Gigante": Almir Guineto em Jeito de Amar (1989)
"Vai à Luta": Carlos Mangueira em Favo de Mel (1992)
"Vê Se Me Erra": Otacílio da Mangueira e Zeca Pagodinho em Um Dos Poetas do Samba (1992)
"Vovó Rezadeira": Almir Guineto em De Bem com a Vida (1991)

## Discografia
- 1989 - É Pra Balançar [8]

| N.º | Título                    | Compositor(es) | Duração |  |
| 1.  | "É Pra Balançar"          |                |         |  |
| 2.  | "Invasão do Amor"         |                |         |  |
| 3.  | "O Verão"                 |                |         |  |
| 4.  | "A Decisão"               |                |         |  |
| 5.  | "Salve a Bahia"           |                |         |  |
| 6.  | "Quero Beijar a Tua Boca" |                |         |  |
| 7.  | "Ti-Ri-Ri"                |                |         |  |
| 8.  | "Acorda Menino"           |                |         |  |

## Premiações
- Estandarte de Ouro

1. 2001 - Melhor samba-enredo (Império Serrano - "O Rio Corre pro Mar") [9]
2. 2006 - Melhor samba-enredo (Império Serrano - "O Império do Divino") [10]

- Prêmio SRzd Carnaval (Site SRzd)

1. 2024 - Melhor samba-enredo (Império Serrano - ("Ilú-Ọba Ọ̀yọ́: A Gira dos Ancestrais") [11]

- S@mba-Net

1. 2015 - Melhor samba-enredo (Império Serrano - "Poema aos Peregrinos da Fé") [12]
2. 2025 - Melhor samba-enredo (Império Serrano - "O Que Espanta Miséria É Festa")

- Tamborim de Ouro

1. 2006 - O Samba do Ano (Império Serrano - "O Império do Divino") [13]

- Troféu Apoteose

1. 2006 - Melhor samba-enredo (Império Serrano - "O Império do Divino") [14]

- Troféu Band Folia

1. 2025 - Melhor samba-enredo (Império Serrano - "O Que Espanta Miséria É Festa") [15]

- Troféu Sambario

1. 2025 - Melhor samba-enredo (Império Serrano - "O Que Espanta Miséria É Festa") [16]

- Troféu Tupi

1. 2025 - Melhor samba-enredo (Império Serrano - "O Que Espanta Miséria É Festa") [17]